# Augusto Moreira de Oliveira
Augusto Moreira de Oliveira (Guetim, Espinho, 6 de outubro de 1896 – Grijó, Vila Nova de Gaia, 13 de fevereiro de 2009) foi um supercentenário português e era também a pessoa mais velha do seu país desde 2 de Janeiro de 2009, dia da morte de Maria de Jesus. Era também o quarto homem mais velho do mundo à data da sua morte. A sua longevidade fez com que se integrasse entre as 25 pessoas vivas mais velhas do mundo e entre os 25 homens que mais tempo viveram. Morreu com a idade de 112 anos e 130 dias, devido a problemas respiratórios associados a uma gripe. Vivia em Grijó, Vila Nova de Gaia. Ele se tornou o homem vivo mais velho em Portugal em 5 de maio de 2003, após a morte do veterano de 107 anos da Primeira Guerra Mundial, José Luis Ladeira.